# Epipactis heraclea
Epipactis heraclea là một loài thực vật có hoa trong họ Lan. Loài này được P.Delforge & Kreutz mô tả khoa học đầu tiên năm 2003.